# Сеновиця
Сеновиця (словен. Senovica) — поселення в общині Шмарє-при-Єлшах, Савинський регіон, Словенія. 
Висота над рівнем моря: 268,1 м.